# Ернст Федерн
Ернст Федерн (на немски: Ernst Federn) е австрийски психоаналитик, пионер в психологическия анализ на живота в концентрационните лагери, психоаналитичната педагогика и психоаналитично ориентираната социална работа в затворите.

## Биография
Роден е на 26 август 1914 година във Виена, Австро-Унгария, син на психоаналитика Пол Федерн и племенник на бизнес журналиста Валтер Федерн. Той е анализиран от Херман Нунберг в Съединените щати, където той емигрира след като е интерниран в Дахау и Бухенвалд, където се среща с Бруно Бетелхайм.
Умира на 24 юни 2007 година във Виена на 92-годишна възраст.

## Публикации
Автор
- Zur Psychoanalyse der Psychotherapien. Tübingen: Ed. diskord, 1997.
- Ein Leben mit der Psychoanalyse. Von Wien über Buchenwald und die USA zurück nach Wien, Psychosozial-Verlag, Gießen 1999.
- Versuch einer Psychologie des Terrors; in: Kaufhold, R. (Hg.): Ernst Federn: Versuche zur Psychologie des Terrors. Psychosozial-Verlag, Gießen 1999, S. 35 – 75.

Редактор
- Nunberg, H., Federn, E. (Hg.): Protokolle der Wiener Psychoanalytischen Vereinigung, Bd. I – IV. Frankfurt am Main: S. Fischer, 1976 -1981 (Neuausgabe: Psychosozial-Verlag, Gießen 2007).
- Freud im Gespräch mit seinen Mitarbeitern: aus den Protokollen der Wiener Psychoanalytischen Vereinigung. Hg., eingel. und mit Zwischentexten versehen von Ernst Federn, Frankfurt/M.: Fischer TB, 1984.
- Federn, E., Wittenberger, G. (Hg.): Aus dem Kreis um Sigmund Freud: zu den Protokollen der Wiener Psychoanalytischen Vereinigung. Frankfurt/M.: Fischer-TB 1992.